# Pueraria garhwalensis
Pueraria garhwalensis là một loài thực vật có hoa trong họ Đậu. Loài này được L.R.Dangwal & D.S.Rawat miêu tả khoa học đầu tiên.